# Accolade (architecture)
Pour les articles homonymes, voir Accolade (homonymie).

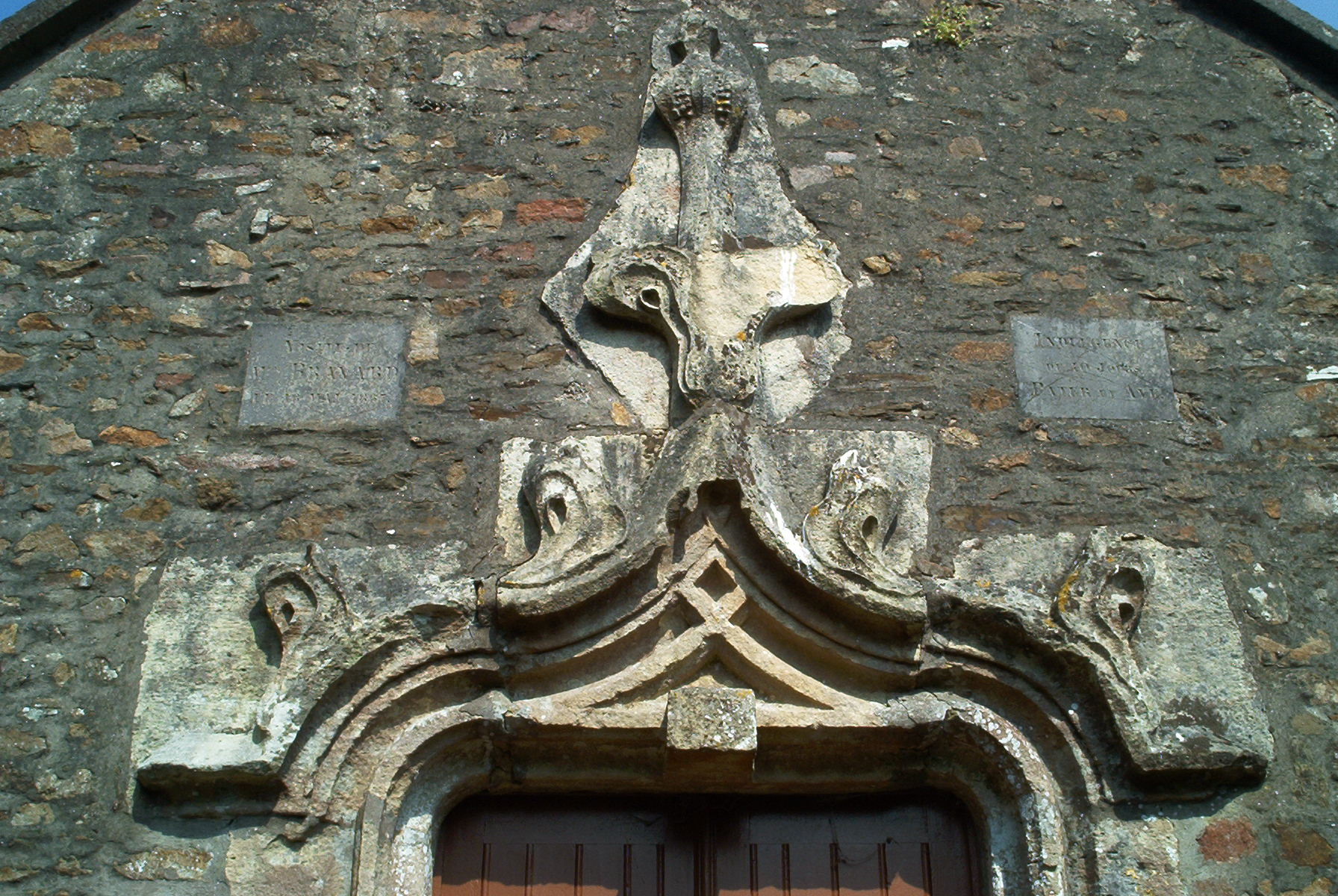
La partie occidentale de cette chapelle située à Millières (Manche) est du ou du XVIe siècle. Son arcade est en accolade.

En architecture, une accolade, appelée aussi arc en accolade ou arc en talon, est un faux-arc (car constitué d'un unique linteau monolithique) en forme d'accolade horizontale, typique de la période gothique.

## Caractéristiques

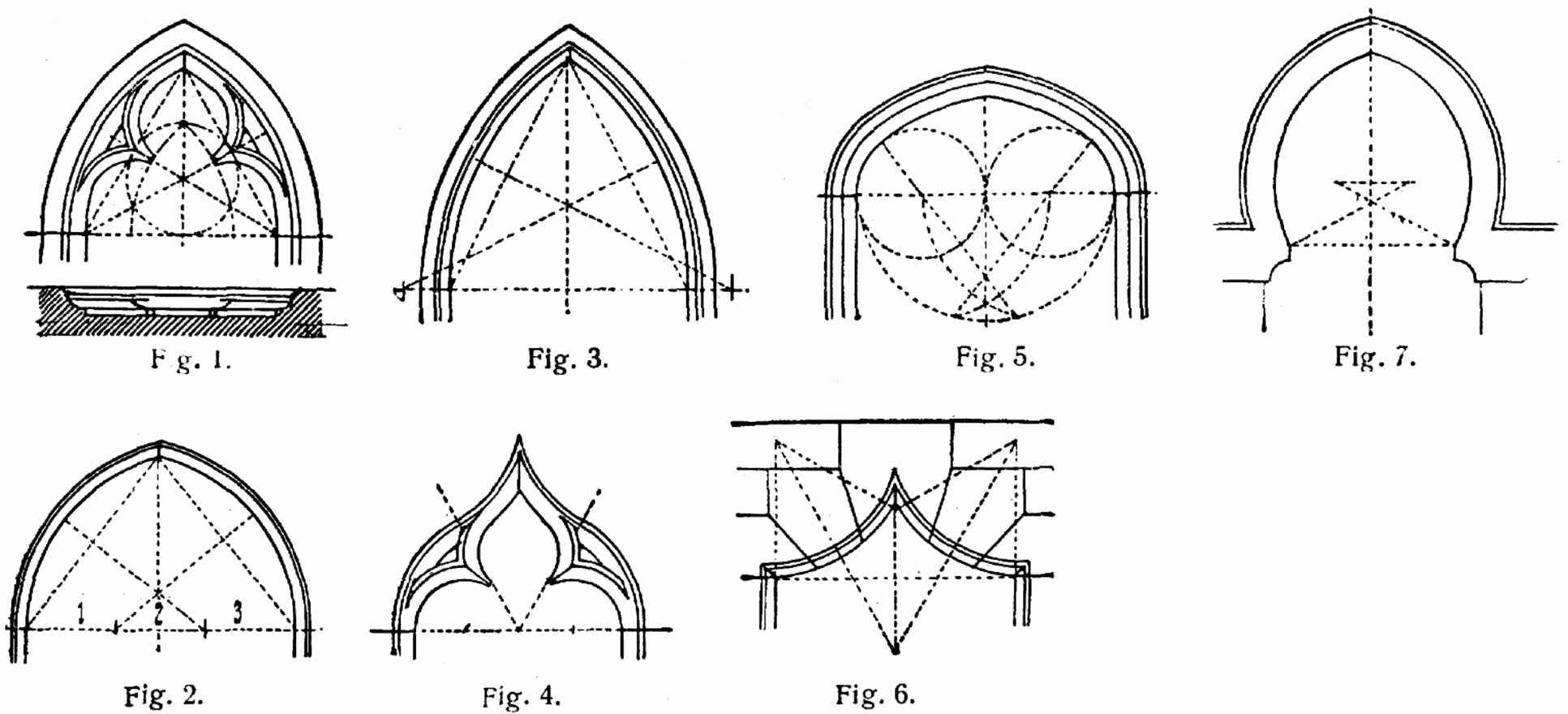
L'accolade (fig. 4) est décrite de quatre centres.

Ne constituant pas un arc proprement dit, l'accolade est formée de deux courbures opposées (courbe et contre-courbe), symétriques et alternativement convexes (en haut) et concaves (en bas) et dont la rencontre forme un angle aigu au faîte.
Ces courbures sont engendrées par des arcs de cercle tracés à partir de quatre centres, dont deux sur la corde pour les sections concaves à l'intrados, et deux en dehors du plan de l'arc pour les parties convexes.

## Histoire
L'arc en accolade se retrouve dès avant l'ère chrétienne dans les temples rupestres asiatiques (Chine et Inde). Plusieurs voyageurs européens (Guillaume de Rubrouck, Ricoldo da Monte Croce, Marco Polo) propagent son usage en Occident.
L'architecture islamique n'utilise pas avant 1100 des accolades avec la pointe cambrée, notamment les galeries en arcades des mosquées. L'apogée de ces arcs a lieu à la fin du XIIe siècle dans l'architecture iranienne et égyptienne.
Vers la fin du XIVe siècle, les accolades semblent uniquement destinées à orner les faces extérieures des linteaux (en pierre ou en bois) des portes et fenêtres ou des arcatures, particulièrement dans l’architecture civile du gothique flamboyant du XVe siècle. Elles sont d'abord à peine apparentes puis s'accentuent. Au XVIe siècle, elles prennent une grande importance (exemple typique : arc en accolade avec contre-courbes brisées) et couronnent presque toujours un arc surbaissé (avec lequel il se fond par ses extrémités) de portes, arcatures, lucarnes. Elles ornent aussi souvent les couronnements des balustrades, pinacles, clochetons : l'amortissement de ces arcs décoratifs consiste souvent en un pédicule terminé par un panache (généralement un fleuron) ou un fronton avec accolade fleurie couronnant les fenêtres et portails. Elle est la forme la plus usitée pour la construction des coupoles gothiques mais jamais utilisée dans les voûtes.

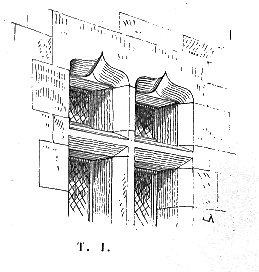
Fenêtres en accolades peu apparentes.
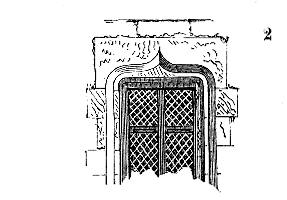
Accolade plus accentuée.
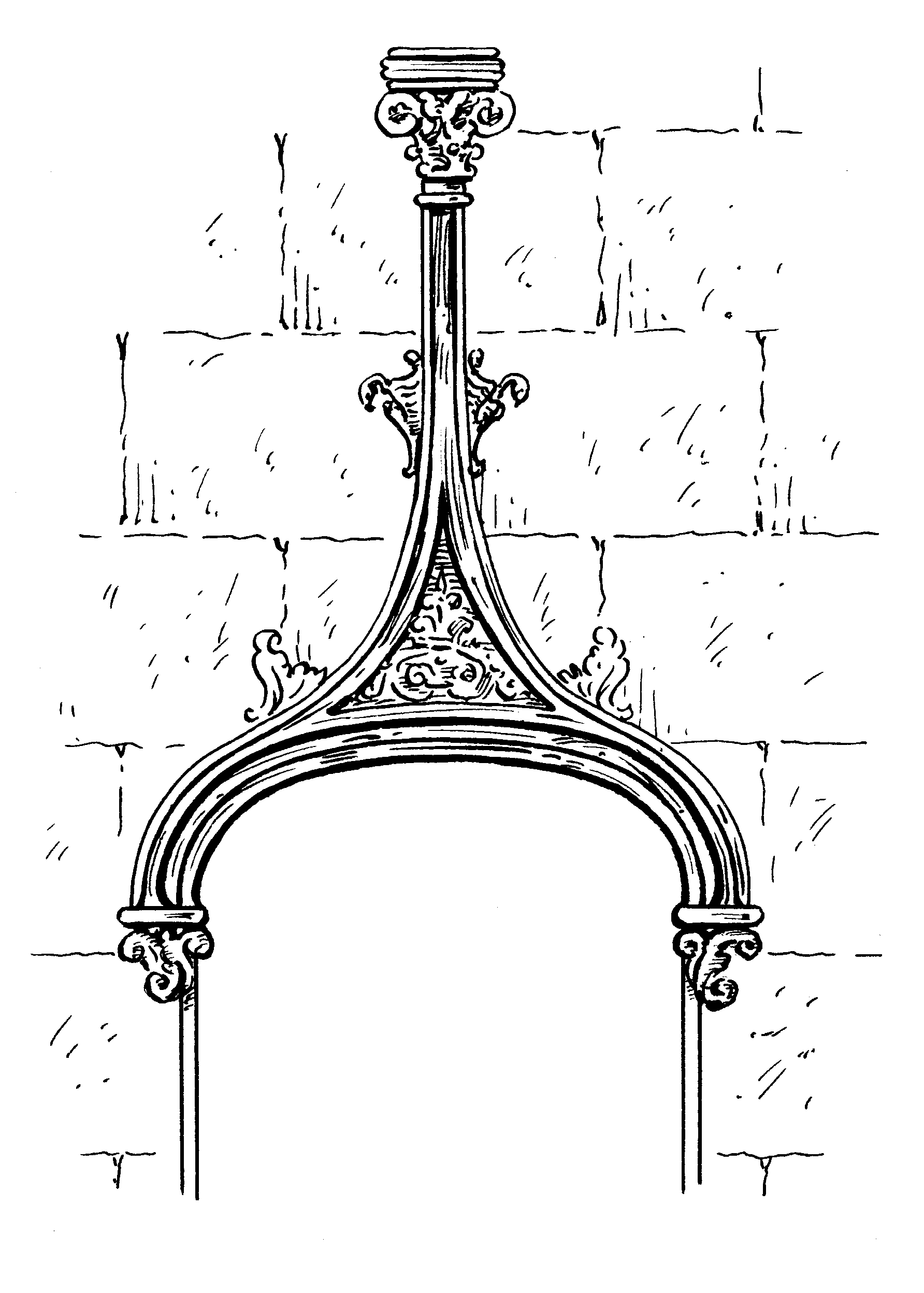
Arc en accolade amorti par un panache pédiculé.
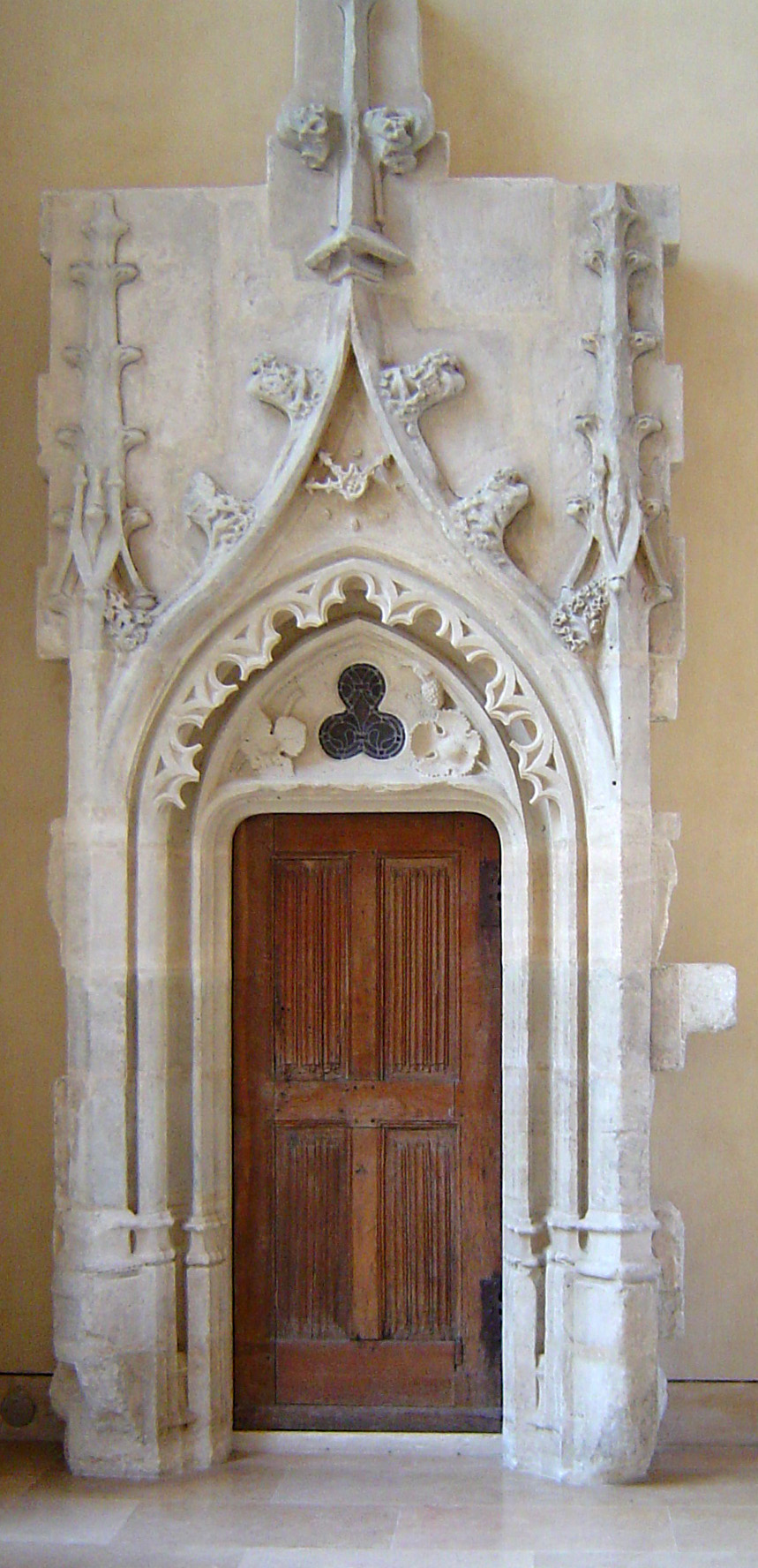
Porte encadrée par deux pinacles à fleurons et surmontée d'une accolade.
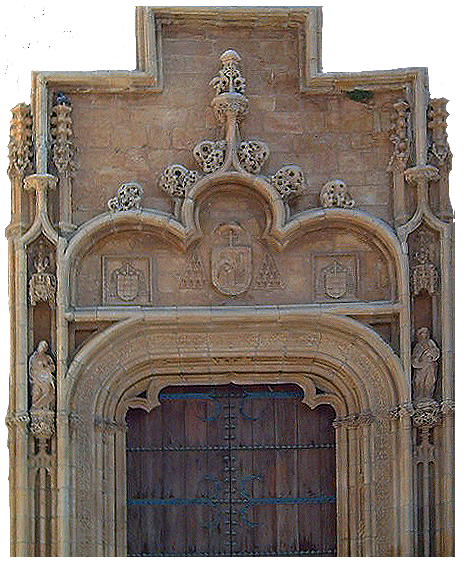
Porte à arc polylobé, lobe central en accolade et lobes latéraux en doucine.
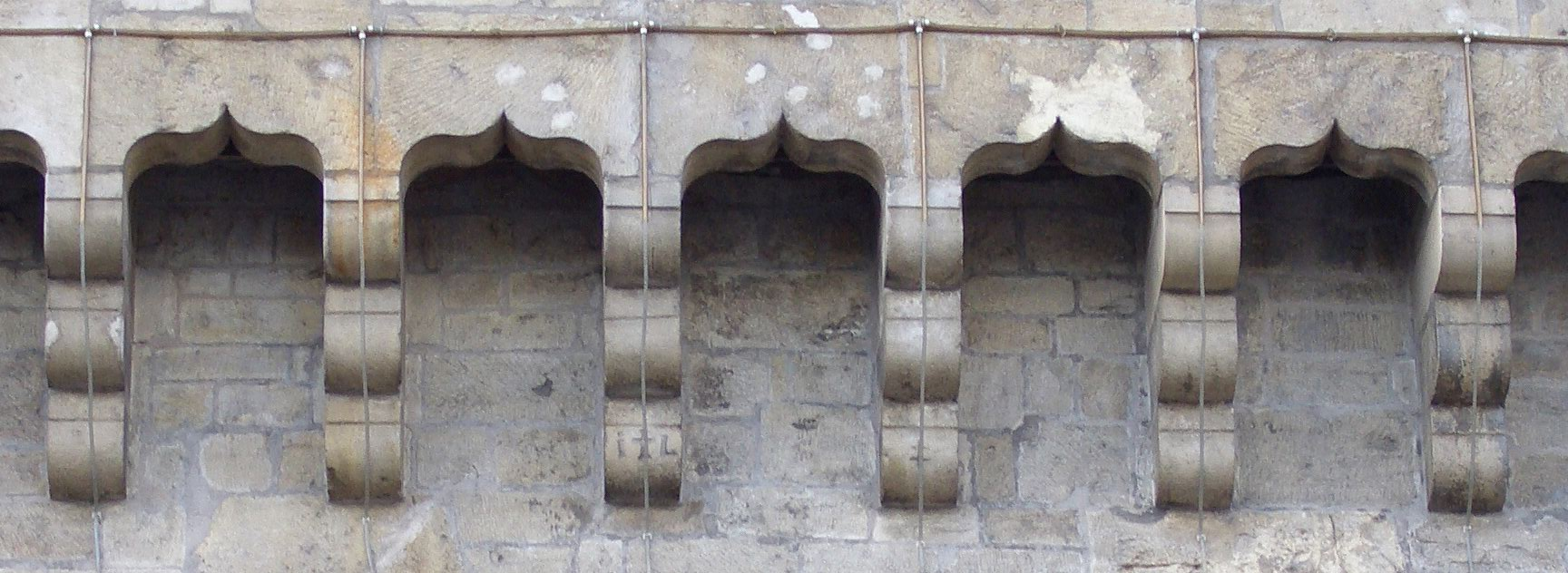
Ceinture de mâchicoulis en accolades et à consoles formées d'un triple tore.

## Différentes formes

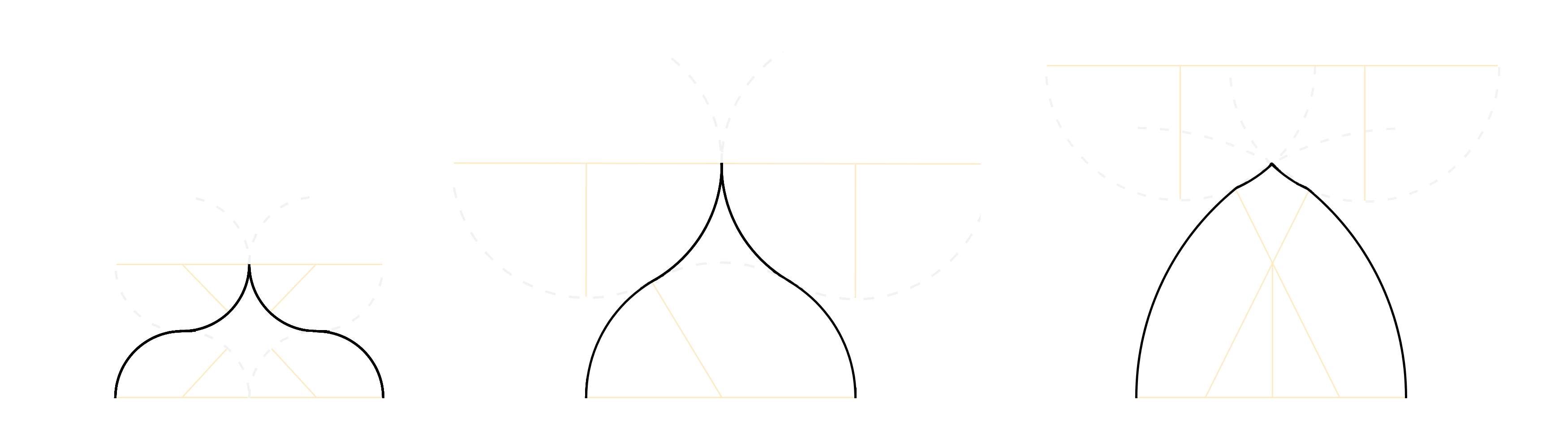
Arcs en accolade
De gauche à droite : plat, normal et aigu en dos-d'âne